# La scomparsa di Patò
La scomparsa di Patò è un romanzo di Andrea Camilleri pubblicato dall'editore Arnoldo Mondadori Editore nel 2000.
Al romanzo viene premessa una citazione dallo stesso Camilleri tratta dall'opera A ciascuno il suo di Leonardo Sciascia dove si dice della scomparsa del ragioniere Antonio Patò durante la recita del "Mortorio", vale a dire della Passione di Cristo, opera teatrale del cavalier D'Orioles. Patò che più volte aveva interpretato la parte di Giuda e che secondo il copione sarebbe dovuto precipitare all'Inferno attraverso una botola del palcoscenico sparì secondo quanto previsto ma questa volta non ricomparve più e da quel momento nessuno ne seppe più niente. Il fatto divenne un proverbio per indicare l'inattesa scomparsa di persone o cose.
In una nota finale Camilleri ci informa che sullo stesso argomento aveva scritto un breve racconto pubblicato sull'"Almanacco dell'Altana 2000" e successivamente sul quotidiano "La Stampa" di Torino. 
L'avvenimento però continuava a stimolarlo in modo tale che decise di ampliarlo sino a farne un romanzo che si presenta nella forma inusuale di un dossier composto da lettere scritte a mano o dattilografate, da documenti ufficiali con i relativi timbri o da articoli a stampa di quotidiani. Camilleri riprende l'originale forma di scrittura che aveva già messo in atto nel precedente romanzo La concessione del telefono del 1998 dove la corrispondenza burocratica aveva una parte di primo piano.
In questo romanzo il significato del dossier si amplia, diventa un «prodigioso repertorio di tradizioni sicule, di abitudini italiche, di costumi e malcostumi ottocenteschi e contemporanei, inarrivabile campionatura di linguaggio burocratico, borghese e popolare, raffinato inventario delle forme del giallo enigmistico e degli equivoci della commedia di costume, minuzioso catalogo delle manifestazioni del potere e del candore, del sussiego e dell'idiozia degli uomini.»

## Trama
Il 21 marzo 1890 a Vigata, Venerdì Santo (in effetti nel 1890 la Pasqua è stata il 6 aprile) , viene secondo tradizione messo in scena il "Mortorio" ossia la Passione di Cristo opera teatrale del cavalier D'Orioles, nella quale il ragionier Antonio Patò, specchiato impiegato della banca locale, filiale della Banca di Trinacria, si assume, già da qualche anno, la poco simpatica parte di Giuda che gli vale, durante la sua appassionata recitazione, dover ricevere insulti e minacce dagli spettatori che si immedesimano nello spettacolo religioso.
Sul grande palco, allestito in uno slargo di proprietà del marchese Simone Curtò che ha concesso anche l'uso di quattro magazzini le cui porte danno sul cortile padronale per farne dei camerini per i numerosi personaggi dello spettacolo, comincia la rappresentazione che giunge all'acme con l'invio all'inferno di Giuda-Patò, accompagnato dagli improperi degli spettatori, attraverso un'apposita botola. Alla fine della rappresentazione però Patò sembra essere scomparso. Nel suo camerino non si trovano né i suoi abiti né il costume di scena.
Su un muro di Vigata il 23 marzo compare una scritta "Murì Patò o s'ammucciò (si nascose)?" segno che la scomparsa del ragioniere è divenuta di dominio pubblico e che si stanno avanzando una varietà d'ipotesi che mettono in discussione anche la figura di Patò come onesto padre di famiglia. È soprattutto la moglie, Mangiafico Elisabetta in Patò, che chiede sia fatta chiarezza sulla scomparsa del marito, in questo sostenuta dal cognato Capitano del regio Esercito Arnoldo Mangiafico ma soprattutto da Sua Eccellenza il Senatore Pecoraro Grande Ufficiale Artidoro, Sottosegretario di Stato al Ministero dell'Interno, parente dello scomparso ragioniere, che comincia ad indirizzare una serie di lettere semiufficiali in uno stile mellifluo e arzigogolato, infarcito di termini astrusi, per stimolare e minacciare gli organi preposti alle indagini.
La Pubblica Sicurezza e i Reali Carabinieri gareggiano e si ostacolano nelle indagini, i giornali governativi "L'Araldo di Montelusa" e dell'opposizione "Gazzetta dell'Isola" s'insultano velatamente e si lanciano reciproche accuse di voler nascondere la verità a fini politici.
Due sudditi di Sua Maestà Britannica, residenti nell'isola, aggiungono confusione alla già intrigata faccenda. Il reale astronomo di corte Alistair 'O Rodd è sicuro che Patò sia finito in una frattura del continuum spazio-temporale mentre l'Archeologo di Corte Michael Christopher Enscher attribuisce l'accaduto all'intervento misterioso (tanto misterioso che nessuno sa cosa sia tranne lui), della scala di Penrose.
Non mancano gli argomenti che gettano una luce di sospetto sulla misteriosa scomparsa di Patò. Una qualche irregolarità nella conduzione della banca? Una perdita di memoria dovuta alla caduta nella botola? Una scomparsa voluta e programmata per ragioni di cuore? Un qualche complotto mafioso?

## Edizioni
- La scomparsa di Patò, Collana Scrittori italiani e stranieri, Milano, Mondadori, 2000,  pp. 253, cap. 4, ISBN 88-04-48412-8.
- La scomparsa di Patò, Collana La memoria n.1088, Palermo, Sellerio, 2018, ISBN 978-88-389-3746-0.